# Mohamed Baayou
Mohamed Baayou (en arabe : محمد باعيو), né le 11 janvier 1993 à Casablanca, est un footballeur marocain. Il est évolue au poste de gardien de but au sein du JS Soualem en prêt du Raja Casablanca.

## Biographie

### En club
Mohamed Baayou naît et grandit à Casablanca et intègre jeune l'académie du Raja Club Athletic. En 2015, il passe un test au DH El Jadida avant de signer un contrat en deuxième division marocaine au JS El Massira. Il y dispute une saison et termine le championnat à la sixième place du championnat. Il prend part à dix matchs.
Le 1er juillet 2017, il signe au Kawkab de Marrakech. 
Le 14 juillet 2019, il signe aux FAR de Rabat pour un montant de 106 000 euros. Il dispute 20 matchs lors de la saison 2019-2020 et termine le championnat à la sixième place du classement.
Le 27 décembre 2020, il est sélectionné par Houcine Ammouta pour un stage de préparation à la CHAN 2020 à Salé.